# Нечаева, Лидия Георгиевна
Ли́дия Гео́ргиевна Неча́ева (31 мая 1920 года — 1992) — советский археолог, историк, кавказовед, научный сотрудник Кунсткамеры с 1951 года до своей смерти.

## Биография
Родилась в семье художника Г. Д. Нечаева. В 1938 году поступила на археологическое отделение исторического факультета Ленинградского университета, в годы блокады Ленинграда была мобилизована и работала на строительстве железной дороги по льду Ладожского озера. Закончив университет в 1947 году, поступила в аспирантуру, работала над диссертацией, посвящённой катакомбным погребениям на Северном Кавказе, защитила её в 1956-м.
С 1962 года занималась проблемой этногенеза осетин по археологическим данным, исследовала средневековые склепы Северного Кавказа в разных республиках, участвовала в экспедициях Северо-Кавказской экспедиции ИЭ АН СССР (до 1975 года), искала общие явления и закономерности склеповой архитектуры в регионе.
На основе некоторых конструктивных аналогий и исторических данных Л. Г. Нечаева выступила с гипотезой о связи между катакомбной и склеповой погребальными традициями (склеп — это катакомба в камне, обустроенная в местности, где грунт не позволяет рыть катакомбу). Одним из возражений против этой гипотезы было то, что катакомбы и склепы не встречаются в одних и тех же районах — в частности, В. Х. Тменов писал: «Даргавсская котловина представлена множеством склепов, а катакомбы здесь не известны» (однако позже именно в этой котловине был обнаружен могильник с десятками катакомбных захоронений).
До сих пор накопленные Л. Г. Нечаевой во время полевых исследований на Кавказе материалы были опубликованы лишь частично. Они хранятся в фондах Отдела Востока Государственного Эрмитажа.

## Научные труды
- Древнее население Кавказа и его культура (совместно с С. Н. Замятниным, при участии А. А. Формозова) // Народы Кавказа. М., 1960. Т. I. С. 33-60;
- Краткие итоги исследований первой группы археологического отряда ТКАЭИЭ (совместно с А. Д. Грачом) // Ученые записки Тувинского НИИЯЛИ. Кызыл, 1960. Вып. 8. С. 185—192;
- Археологическое собрание МАЭ АН СССР (совместно с Т. А. Поповой, В. В. Федоровым, Э. Е. Фрадкиным) // Сборник МАЭ. 1964. Т. 22. С. 151—168;
- Катакомбы могильника Былым // Археологические открытия 1969. М., 1970. С. 101—102;
- Осетинские погребальные склепы и этногенез осетин // Этническая история народов Азии. М., 1972. С. 267—292;
- О жилище кочевников Юго-Восточной Европы в железном веке (I тыс. до н. э. — первая половина II тыс. н. э.). Древнее жилище народов Восточной Европы. М., 1975. С. 7-49;
- О мавзолеях Северного Кавказа // Сборник МАЭ. 1978. Т. 34. С. 85-112[6].